# ماردی کالینز
ماردی کالینز (انگلیسی: Mardy Collins؛ زادهٔ ۴ اوت ۱۹۸۴) بازیکن بسکتبال اهل ایالات متحده آمریکا است.
از باشگاه‌هایی که در آن بازی کرده‌است می‌توان به لس آنجلس کلیپرز، باشگاه بسکتبال المپیاکوس، و نیویورک نیکس اشاره کرد.